# Хаяту, Исса
Исса Хаяту (Аяту) (фр. Issa Hayatou; 9 августа 1946, Гаруа — 8 августа 2024, Париж) — камерунский спортсмен, президент Африканской конфедерации футбола (1988—2017), член МОК, старший вице-президент ФИФА.

## Биография
Президент Африканской конфедерации футбола (1988—2017).
Баллотировался на пост президента ФИФА в 2002 году, но потерпел поражение от Зеппа Блаттера.
С 8 октября 2015 года после отстранения от должностей Йозефа Блаттера и Мишеля Платини и до избрания в 2016 году Джанни Инфантино исполнял обязанности президента ФИФА.
Умер 8 августа 2024 года от сердечного приступа в американской больнице Парижа за день до своего 78-летия.
Брат Иссы, Саду (1942—2019) — управленец и государственный деятель, в 1991—1992 годах премьер-министр Камеруна.